# ده خدا
ده خدا، روستایی از توابع بخش گندمان شهرستان بروجن در استان چهارمحال و بختیاری ایران است.

## جمعیت
این روستا در دهستان دوراهان قرار داشته و براساس آخرین سرشماری مرکز آمار ایران که در سال ۱۳۸۵ صورت گرفته، جمعیت آن ۸۰ نفر (۲۰خانوار) بوده‌است.